# Carregosa
Carregosa é uma vila portuguesa sede da Freguesia de Carregosa do Município de Oliveira de Azeméis, freguesia com 14 km² de área e 3466 habitantes (censo de 2021), tendo, por isso, uma densidade populacional de 247,6 hab./km².
A povoação de Carregosa foi elevada à categoria de vila em 13 de Julho de 1990.
A Freguesia de Carregosa fica na zona nordeste do município e faz fronteira com municípios vizinhos de Vale de Cambra (a este) e de Arouca (a norte). Faz ainda fronteira com as freguesias de Pindelo, Nogueira do Cravo e Fajões. 
Desta freguesia encontram-se referências desde o século X. Por decreto de 21/11/1895 foi-lhe anexada a freguesia de Vila Cova de Perrinho, do concelho de Vale de Cambra, a qual, por alvará de 21/02/1903, foi de novo desanexada.

## Demografia
A população registada nos censos foi:
| Distribuição da População por Grupos Etários | Distribuição da População por Grupos Etários | Distribuição da População por Grupos Etários | Distribuição da População por Grupos Etários | Distribuição da População por Grupos Etários |
| -------------------------------------------- | -------------------------------------------- | -------------------------------------------- | -------------------------------------------- | -------------------------------------------- |
| Ano                                          | 0-14 Anos                                    | 15-24 Anos                                   | 25-64 Anos                                   | > 65 Anos                                    |
| 2001                                         | 636                                          | 543                                          | 1901                                         | 472                                          |
| 2011                                         | 477                                          | 408                                          | 1928                                         | 606                                          |
| 2021                                         | 443                                          | 370                                          | 1922                                         | 731                                          |

## Lugares da Freguesia
- Arrifaninha
- Azagães
- Barreiro
- Borralhais
- Calvário
- Cardeal
- Carregosa de Baixo
- Carregosa de Cima
- Cavadinha
- Chão da Silva
- Costeira de Cima
- Costeira
- Currais
- Fontanheira
- Igreja
- Insua
- Lomba
- Perrinho
- Póvoa
- Presigo
- Seada
- Serrado
- Silvares
- Teamonde
- Vacaria
- Viso

## Toponímia
Carregosa é um topónimo que tem origens diversas segundo alguns estudiosos. Pedro Augusto Ferreira, na sua “Tentativa Etimológica – Toponímia” vol. III pág. 417, diz que a palavra “carregosa”, bem como a palavra “carregal” derivam do latim “carrega”, planta de chãos apaulados. Rosa Viterbo no “Dicionário Portátil” define “carrega” como uma espécie de palha, ervanço ou colmo palustre. O Conselheiro Tavares da Costa, no “Achegas para um futuro complemento dos Anais do Município de Oliveira de Azeméis”, põe em causa Carregosa ter sido Zamoza. Ricardo Stocker, num estudo no “Regional”, defende a origem como sendo de “Carregas”, pois era uma zona de matas pertença do Castelo da Feira, onde teria existido um engenho para os carregamentos de madeira, daí Carregosa de Baixo e Carregosa de Cima. O Dr. Maurício Fernandes, no seu “Guia do concelho de Oliveira de Azeméis”, diz que o topónimo é proveniente de “Carrago”, sinónimo de arraial bélico, cercado de carros carregados de armas e munições. Esta hipótese é apoiada pelas pesquisas e registos históricos que levam a concluir que se travou aqui uma importante batalha entre cristãos e islâmicos (1035).

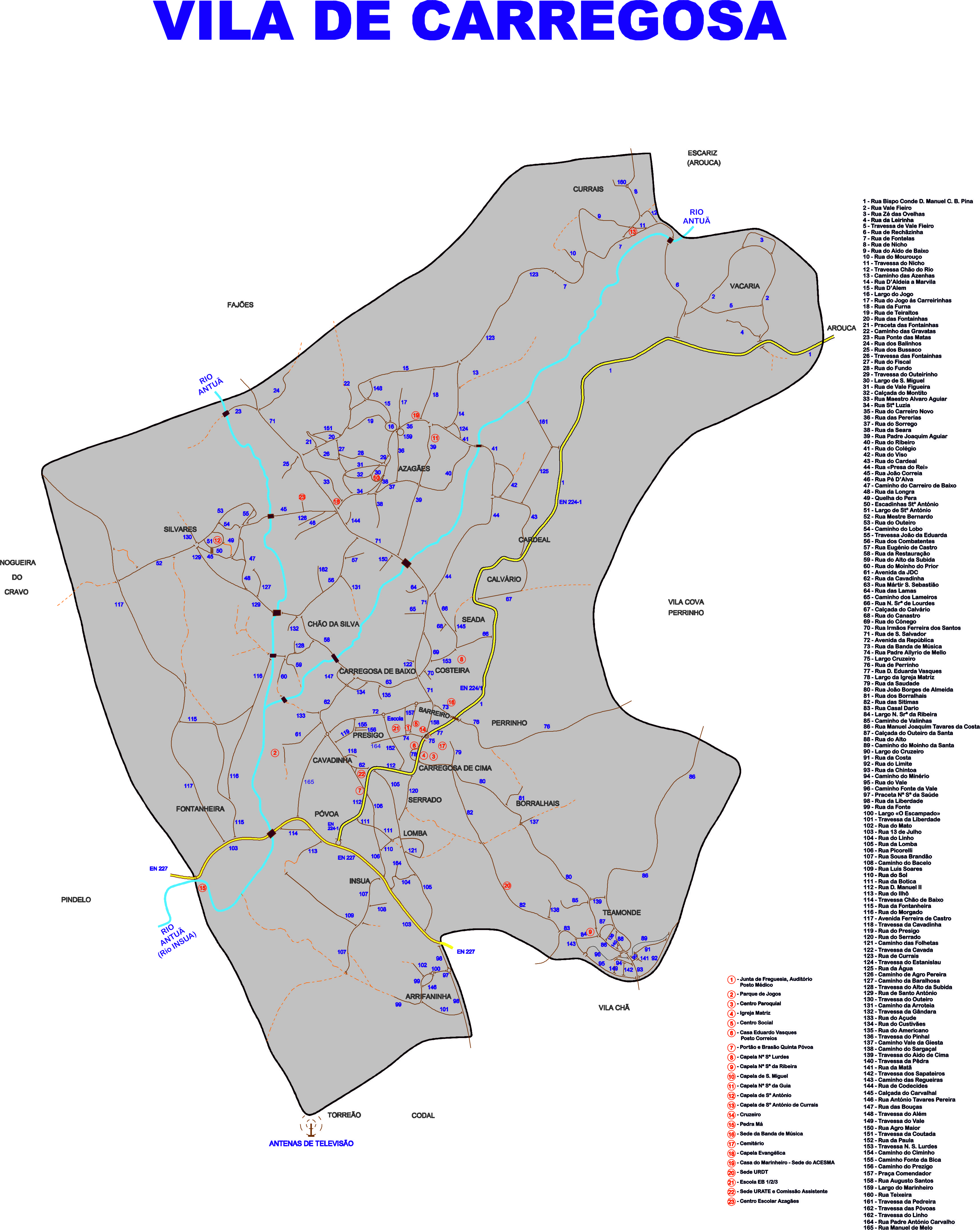
Mapa Arruamento da Freguesia de Carregosa

Esta freguesia, com cerca de 4000 habitantes e 14 km2, apesar dos grandes recursos naturais, tem visto na indústria o seu grande motor de progresso.
É uma povoação carregada de história como demonstra a antiguidade de alguns dos seus topónimos (Arrifaninha, Currais, Vacaria, Ínsua, Lomba, Azagães ou Teamonde).
A toponímia da freguesia foi aprovada na Assembleia de Freguesia de 1 de julho de 1993, tendo tido por base um trabalho coletivo no sentido de realçar esta antiguidade histórica e a nobreza do seu povo.

## História
O povoamento de Carregosa remonta aos tempos pré-históricos. A existência de uma mamoa referida nas Inquirições de D. Afonso III, prova o povoamento desta terra pelos Celtas. Por aqui terão passado também os romanos, como testemunham os topónimos “villa de Zagães” e vários “casalia” que aquelas Inquisições também documentam.
O topónimo Teamonde, que o alemão Joseph Piel inclui nos nomes germanos da toponímia portuguesa, vem comprovar a fixação nesta região dos povos bárbaros que invadiram a Península Ibérica, após a queda do Império Romano do Ocidente, em 476.
O documento escrito mais antigo sobre Carregosa é anterior à fundação da Nacionalidade portuguesa e trata-se de uma escritura de doação referida ao livro Preto da Sé de Coimbra e transladada por Alexandre Herculano no Portugaliae Monumenta Histórica. Nesse documento, datado de 922, o rei Ordonho doa ao Bispo Gonçalo e ao Mosteiro de Crestuma bens no lugar de Teamonde.
Administrativamente, Carregosa foi do termo da Feira, comarca de Esgueira e depois comarca da Feira. Atualmente, pertence ao Município e comarca de Oliveira de Azeméis, tendo sido elevada a vila em 13 de julho de 1990.
Esta vila, plantada num ameno e fértil vale regado pelo rio Antuã, mantém ainda um vasto património edificado e cultural. Aqui abundam as capelas, os cruzeiros e as quintas. As Capelas de Nossa Senhora da Ribeira, de Nossa Senhora da Guia, de Azagães e de Santo António; as Quintas de Santo António, do Padre Aguiar, da Costeira e da Póvoa e a Casa do Souto de Ínsua; os Cruzeiros de Teamonde, de Azagães e da Igreja.
Mas o que distingue e credencia esta freguesia é, sem dúvida, o seu original Santuário de Nossa Senhora de Lourdes, situado no Parque da Quinta da Costeira, o primeiro consagrado a Nossa Senhora de Lourdes, em Portugal.
Obra da autoria do Bispo-Conde de Coimbra, D. Manuel Correia de Bastos Pina e de seu irmão, o conselheiro António Maria Correia Bastos Pina, foi inaugurado em Agosto de 1902, tendo os trabalhos de construção sido iniciados em Março de 1898. Com a preocupação de sugestionar longinquamente o santuário pirenaico, esta é uma obra imaginosa e agradável, bem enquadrada no seu meio.
A Casa do Souto de Ínsua, atualmente casa de campo, merece uma especial referência, dado que é a única unidade de Turismo no Espaço Rural do Município de Oliveira de Azeméis. Esta casa, construída nos princípios do século XVIII teve ampliações posteriores.
A Quinta da Póvoa, outra referência histórica e patrimonial desta freguesia, conserva ainda o antigo carácter do portão da Quinta, de meados do século XVIII, sendo este uma obra rara na zona.
A. Costa, no seu Dicionário Corográfico, refere, de facto, que aqui existiu "uma excelente fábrica de papel, com motor hidráulico, no lugar da Póvoa". E esclarece que esta fábrica, fundada em 1858, pertencia ao Morgado da Póvoa, produzia anualmente "3 contos de réis de papel", e que obtivera uma menção honrosa na Exposição Industrial Portuense de 1861.
A indústria da região baseia-se na metalurgia e é de salientar que nesta terra nasceu a arte de latoaria, que veio mais tarde a expandir-se para Vale de Cambra, município limítrofe, e Cesar, freguesia vizinha.

## Monumento aos Combatentes
Inaugurado em 13 de julho de 2019, o Monumento aos Combatentes, localizado na Praça a Sul do Edf. da Junta de Freguesia, concebido pelo Gabinete de Design da Imago Publicidade, lda, é uma obra singela, evocativa do patriotismo, da fé e da coragem dos Carregosenses que, em momentos de guerra, combateram em defesa da Pátria.
“Muitos foram… Todos voltaram”, é a lembrança que se pretende evidenciar, porque dos muitos que foram, todos voltaram, não havendo baixas entre os combatentes naturais desta Freguesia, em todas as guerras em que há memória de terem combatido carregosenses, realçando-se ser conhecida a participação de naturais desta freguesia ao tempo da Guerra da Restauração de 1640. Apesar das mazelas, quer físicas, quer psicológicas, que alguns carregaram no regresso, "Muitos foram... Todos voltaram". A obra escultórica alude a uma passagem para um mundo diferente, “o mundo da guerra e dos campos de batalha”.

## Notáveis Carregosenses
- Fernando Pinho Teixeira - empresário de renome nacional, Presidente do Conselho de Administração do Grupo Ferpinta
- D. Manuel Correia de Bastos Pina - Foi Bispo de Coimbra e conde de Arganil. Foi padrinho de nascimento do Rei D. Manuel II, último rei de Portugal.
- D.ª Eduarda Elisa de Sousa Vasques
- Eng. Vicente Carlos Sousa Brandão-Cristalógrafo e Mineralogista
- Padre Allyrio de Mello
- Padre Joaquim Baptista Aguiar
- Abel Pêra, nascido em Carregosa a 16 de novembro de 1891, faleceu com 84 anos na cidade do Rio de Janeiro, Brasil, em 1975.
- Manuel Maria Soares Pêra, irmão de Abel Pêra, ator, pai das atrizes Marília Pera e Sandra Pêra
- José Valente Aguiar (O Marinheiro)
- Conselheiro Manuel Joaquim Tavares da Costa
- Augusto Pereira dos Santos
- José Soares Sandiães, mais conhecido como Zé das Ovelhas, cantador popular

## Património
- Edifício da Junta de Freguesia e Auditório D. Melo
- Praça Comendador Fernando Pinho Teixeira
- Monumento aos Combatentes
- Casa Eduarda Vasques
- Igreja Matriz
- Capelas de Santo António (Silvares e Currais)
- Capela de São Miguel (Azagães)
- Capela de Nossa Senhora da Ribeira (Teamonde)
- Capela de Nossa Senhora Auxiliadora (Ínsua)
- Cruzeiros de Carregosa, Silvares, Teamonde e Azagães
- Quinta da Costeira, Parque e Capela de Nossa Senhora de Lourdes
- Quinta da Póvoa
- Quinta do Padre Joaquim Baptista Aguiar e Capela de Nossa Senhora da Guia
- Casa do Souto de Ínsua

## Associações de caráter Cultural, Recreativo, Desportivo, Social e Ambiental
- «"Urate - "Amigos da Terra""»
- «"Associação Cultural e Etnográfica de São Miguel de Azagães"»
- «"Banda de Música de Carregosa"»
- «"Juventude Desportiva Carregosense"»
- «"União Recreativa e Desportiva de Teamonde"»
- «"Associação Columbófila de Carregosa"»
- «"Associação de Reformados e Pensionistas de Carregosa"»
- «"ACMAP-Associação Carregosense de Melhoramento do Ambiente e Património"»
- «"Comissão de Assistência Social de Carregosa"»
- «"Centro Social Cultural e Recreativo de Carregosa"»
- «"Paróquia do Divino Salvador de Carregosa"»
- «"Associação de Pais do Centro Escolar de Azagães"»
- «"Associação de Pais da EB1,2,3 de Carregosa"»
- «"Grupo de Bombos"Os Zés Preiras""»
- «"Grupo de Bombos"Nova Geração""»
- «"Grupo Danças da Concertina da Junta de Freguesia de Carregosa"»